# الوای (کاموس)
اَلوای در شاهنامهٔ فردوسی پهلوانی زابلی است که در فنون جنگ ماهر است. او در جنگ کاموس کشانی علی‌رغم هشدار رستم به نبرد کاموس می‌رود و کشته می‌شود. وی را الوای‌زابلی نیز خوانده‌اند. او هنر رزم را از رستم به تمامی آموخته بود و با غرور به نبرد با کاموس، پهلوان کشانی شتافت. امّا کاموس با نیزه او را از زین اسبش برگرفت و بر زمین کوفت و بر او اسب تاخت. حکیم فردوسی در بیتی از شاهنامه، ماجرای الوای زابلی را چنین آغاز می‌کند:
| یکی زابلی بود، الوای نام |  | سبُک تیغ را برکشید از نیام |

## الوای در شاهنامه
یکی از جنگ‌های سخت و نفس‌گیر ایران و توران، جنگ خاقان‌چین و متحدان او نظیر کاموس و اشکبوس بود، آخرین پیکار کاموس چنین شد که بار دیگر هر دو لشکر میدان نبرد را از هر نظر به‌خوبی آراستند. قلب‌گاه سپاه ایران طوس‌نوذر قرار گرفت و در جناحین فریبرز و گودرز استقرار یافتند در جبهه توران، قلب‌گاه لشکر خاقان‌چین و در جناحین لشکر کاموس و سالار هندی قرار گرفت.
کاموس با گرز گاو پیکر به قلب آوردگاه تاخت رجز خواند و مبارز طلبید، همه گردان و فرماندهان ایرانی و زابلی او را دیدند کسی را توان و مقابله با او نبود تا اینکه اولوای نیزه‌دار رستم پا به میدان نهاد. پیش از حرکت رستم یادآور شد که کاموس را دست‌کم نگیرد مواظب ترفندهای این ترک دلاور باشد. میدانی برزگ محل پیکار شد کاموس نیزه‌ای زد و او را از زین برگرفت و بر زمین کوبید سپس زیر نعل اسب‌ش او را کشت. متعاقب آن رستم پا به میدان گذاشت کاموس را در کمند انداخت کشان به نزد سپاهیان آورد و او را با نیزه و شمشیر قطعه قطعه نمودند:
| کسی را نیامد همی رزم رای    |  | ز گردان ایران تهی ماند جای  |
| که با او کسی را نبد تاو جنگ |  | دلیران چو آهو و او چون پلنگ |
| یکی زابلی بود الوای نام     |  | سبک تیغ کین بر کشید از نیام |
| کجا نیزهّ رستم او داشتی      |  | پس پشت او هیچ نگذاشتی       |